# Planet X
I Planet X sono stati un supergruppo musicale progressive metal/fusion statunitense, attivo dal 2000 al 2010.  

## Storia del gruppo
Dopo aver registrato un album solista eponimo, Derek Sherinian (ex componente dei Dream Theater) espanse la formazione dell'album per un progetto a tempo pieno. Negli album registrati, la band lavora con diversi bassisti esterni. Tony MacAlpine è il chitarrista dei primi due album registrati, nel terzo ed ultimo album si alternano alcuni chitarristi tra cui Allan Holdsworth. Nel 2004 ha lasciato per il tour con Steve Vai.
Il sound dei Planet X è decisamente lontano dagli standard delle canzoni radiofoniche. Donati una volta ha sottolineato, "Il tempo meno comune che utilizziamo è il 4/4". In ognuna delle loro composizioni non è raro ascoltare dozzine di cambi tempo. Le composizioni sono in gran parte strumentali, con rare parole pronunciate. Canzoni come "Clonus" (dall'album Universe) mostrano la competenza tecnica della band. Prendendo esempio dal jazz, la maggior parte delle canzoni sono lunghe sessioni soliste  puntualizzate da improvvise interruzioni o cori.
Il 2 gennaio 2016 Virgil Donati ha affermato, in risposta ad un commento su Facebook riguardante la band, che difficilmente verranno registrati futuri album.

## Stile musicale
Il ritmo e le chitarre soliste tendono a svilupparsi e progredire in modo indipendente (di solito coinvolgendo lo shredding e altre tecniche avanzate di assolo), mentre altre volte lavorano insieme alle tastiere nel contrappunto e nei compromessi, oltre agli assoli di basso. Per tutto il tempo, il lavoro di batteria di Donati è dinamico e fa uso frequente di poliritmi, modulazioni metriche e tempi mutevoli che fondono gli stili dell'heavy metal, della fusion e del rock progressivo.

## Formazione

### Ultima
- Alex Machacek - chitarra (2008-2010)
- Derek Sherinian – tastiera (2000-2010)
- Dave LaRue – basso (2002-2003;2009-2010)
- Virgil Donati – batteria (2000-2010)

### Ex componenti
- Tony MacAlpine – chitarra (2000–2006)
- Brett Garsed - chitarra (2006–2008)
- Tom Kennedy – basso (2000–2001)
- Tony Franklin - basso (2001-2002)
- Ric Fierabracci – basso (2003–2006)
- Rufus Philpot – basso (2006-2009)

## Discografia

### Album in studio
- 2000 – Universe
- 2002 – MoonBabies
- 2007 – Quantum

### Album dal vivo
- 2002 – Live from Oz